# Широка Кула
44°37′ пн. ш. 15°27′ сх. д. / 44.61° пн. ш. 15.45° сх. д.
Широка Кула (хорв. Široka Kula) — населений пункт у Хорватії, в Лицько-Сенській жупанії у складі міста Госпич.

## Населення
Населення за даними перепису 2011 року становило 116 осіб.
Динаміка чисельності населення поселення:

## Клімат
Середня річна температура становить 8,92 °C, середня максимальна – 23,12 °C, а середня мінімальна – -7,25 °C. Середня річна кількість опадів – 1211 мм.
| Клімат поселення                              | Клімат поселення | Клімат поселення | Клімат поселення | Клімат поселення | Клімат поселення | Клімат поселення | Клімат поселення | Клімат поселення | Клімат поселення | Клімат поселення | Клімат поселення | Клімат поселення | Клімат поселення |
| Показник                                      | Січ.             | Лют.             | Бер.             | Квіт.            | Трав.            | Черв.            | Лип.             | Серп.            | Вер.             | Жовт.            | Лист.            | Груд.            |                  |
| Середній максимум, °C                         | 5,68             | 7,14             | 10,70            | 14,78            | 19,45            | 22,76            | 23,12            | 22,90            | 18,55            | 13,82            | 8,63             | 4,62             |                  |
| Середня температура, °C                       | −0,79            | 0,68             | 4,23             | 8,32             | 13,00            | 16,31            | 18,73            | 18,49            | 14,16            | 9,41             | 4,23             | 0,22             |                  |
| Середній мінімум, °C                          | −7,25            | −5,79            | −2,24            | 1,86             | 6,52             | 9,85             | 14,35            | 14,12            | 9,76             | 5,02             | −0,15            | −4,17            |                  |
| Норма опадів, мм                              | 91               | 90               | 89               | 96               | 85               | 84               | 56               | 75               | 123              | 139              | 158              | 125              |                  |
| Середньомісячна швидкість вітру, м/с          | 2.11             | 2.24             | 2.47             | 2.42             | 2.22             | 2.02             | 2.01             | 1.91             | 1.96             | 2.08             | 2.32             | 2.34             |                  |
| Середньомісячна сонячна радіація, кДж/м²·день | 4593             | 7260             | 10725            | 15247            | 19490            | 21373            | 23251            | 19999            | 14669            | 9277             | 4889             | 3791             |                  |
| --------------------------------------------- | ---------------- | ---------------- | ---------------- | ---------------- | ---------------- | ---------------- | ---------------- | ---------------- | ---------------- | ---------------- | ---------------- | ---------------- | ---------------- |
| Джерело:                                      |                  |                  |                  |                  |                  |                  |                  |                  |                  |                  |                  |                  |                  |